# Polymerus testaceipes
Polymerus testaceipes är en insektsart som först beskrevs av Carl Stål 1860.  Polymerus testaceipes ingår i släktet Polymerus och familjen ängsskinnbaggar. Inga underarter finns listade i Catalogue of Life.